# Onthophagus atricolor
Onthophagus atricolor är en skalbaggsart som beskrevs av D'orbigny 1907. Onthophagus atricolor ingår i släktet Onthophagus och familjen bladhorningar. Inga underarter finns listade i Catalogue of Life.